# Nord Aviation CT.41
Le CT.41, ou Narval, est un engin cible supersonique, télécommandé et récupérable, développé à partir de 1957 par la Société nationale des constructions aéronautiques du Nord devenant en 1958 Nord-Aviation, et dont la particularité est d'être propulsé par deux statoréacteurs.

## Historique
Le CT.41 est une cible destinée à l'entrainement des chasseurs dans l'interception des bombardiers supersoniques. Il est le successeur des CT 10 et CT.20 développés auparavant.
Soixante-deux cibles CT.41 ont été construites entre 1959 et 1965 dans l'usine de Châtillon. La production fut abandonnée car les missiles sol-air et les chasseurs de l'époque étaient incapables de l'intercepter du fait de sa vitesse. Vingt-cinq exemplaires furent tirés jusqu'en 1962 au Sahara depuis le Centre interarmées d'essais d'engins spéciaux.
La société américaine Bell Aircraft Corporation acquit le 21 mars 1960 la licence, et le produisit sous la désignation de « PQM-56A » pour l'United States Navy. Les engins sont tirés une seule fois en juillet 1963 au Pacific Missile Test Center (en) de Point Mugu en Californie ; les survivants de ce tir sont retirés des dépôts en 1971. L'entreprise britannique Hawker Siddeley prend également une licence le 16 novembre 1959 mais n’en fabriqua finalement pas.

## Description
Le CT.41 se présente sous la forme d'une structure en alliage léger sur laquelle sont accrochés deux statoréacteurs.
L'engin comporte cinq éléments principaux :
- une partie centrale constituée d'un fuselage équipé de deux voilures, et contenant un parachute de récupération, un parachute de freinage et des réservoirs de carburant ;
- une pointe avant avec deux empennages horizontaux, et contenant une source électrique, le pilote automatique, des dispositifs électroniques et un parachute de récupération ;
- une pointe arrière munie d'une dérive verticale et des antennes de localisation et de télécommande ;
- deux statoréacteurs, fixés aux extrémités des voilures.

L'engin décolle du sol à partir d'une rampe de lancement sur lequel il est maintenu par deux bras escamotables. La vitesse initiale du CT.41 est communiquée par deux propulseurs à poudre fonctionnant sept secondes, solidaires d'un chariot qui se détache de la cible et retombe sur le sol lorsqu'elle atteint Mach 1,6. Présenté en 1960 comme ayant une vitesse de croisière allant de Mach 1,5 à 2,5, il atteint jusqu’à Mach 3,1 en opération.
Il emporte 570 kg de carburant pour une autonomie de six à un maximum de quatorze minutes selon la configuration du vol.
Pour le vol, le Narval est muni d'un pilote automatique chargé de le stabiliser et est télécommandé du sol pour les changements de direction, d'altitude et de vitesse, et pour le lancement de la phase de récupération. Il est manœuvrable jusqu’à 10 g.
Lorsque la séquence de récupération débute, des boulons explosifs permettent de séparer la partie arrière du reste de l'engin et permettent l'ouverture d'un parachute de freinage. Dans la suite de la séquence, la partie avant et la partie centrale se séparent et sont freinées par deux parachutes permettant de les récupérer.

## Variantes
Le CT.41 fut étudié en deux versions, la version A pour des vols à haute altitude (20 000 mètres) et la version B pour des vols à basse altitude (1 000 mètres).

## Utilisateurs
Cette cible fut principalement destinée à l'État français qui en tira vingt-six dans le Sahara. Six exemplaires furent néanmoins vendus aux États-Unis qui en tira trois unités.

### Sources et bibliographie
- Ouvrage collectif, Mémoire d'usine : 1924-1985 - 60 ans à la production d'avions et d'engins tactiques, Société Européenne des Arts Graphiques, 1985 (ISBN 2 86738 086 3).
- Notice constructeur Nord Aviation, Engin Cible Target Missile C.T. 41.